# Svemirski rover
Za rovere na marsu pogledajte Mars rover
Svemirski rover ili planetohod (rus. планетоход, eng. rover, ponekad planetary rover,  fra.  astromobile) je vozilo za svemirska istraživanja čiji je zadatak kretati se preko čvrste površine planeta, satelita ili nekog drugog nebeskog tijela, te skupljati informacije i uzorke za ispitivanje. Neki roveri su projektirani za prijevoz članova posade; ostali su djelomice ili potpuno autonomni roboti.
Roveri obično stižu na odredište na svemirskim letjelicama poput sletača koji mogu biti samostalni ili odvojivi.
Ovisno o izvedbi i sadržaju znanstvenih instrumenata, sposobni su skupljati regolit, određivati fizikalna i geokemijska svojstva okoliša raznim metodama, te fotografirati i slati informacije natrag u bazu.
Roveri imaju nekoliko prednosti nad stacionarnim sletačima:
- ispituju više površine
- može ih se usmjeriti prema udaljenim odredištima
- za razliku od orbitera, mogu promatrati do u mikroskopsku razinu i izvoditi izravne mjerenja

Nedostatci:
- lakše se kvare zbog mehaničkog stresa pri slijetanju
- ograničeni na malo područje oko mjesta slijetanja